# Fatigue pandémique
Wikipédia ne donne pas de conseils médicaux ou sanitaires. Cet article est susceptible de contenir des informations obsolètes ou inexactes. Seul un professionnel de la santé est apte à vous fournir un avis médical, et seules les autorités sanitaires de votre pays sont compétentes pour donner des consignes de santé publique relatives à la pandémie de Covid-19.
 (juillet 2022).

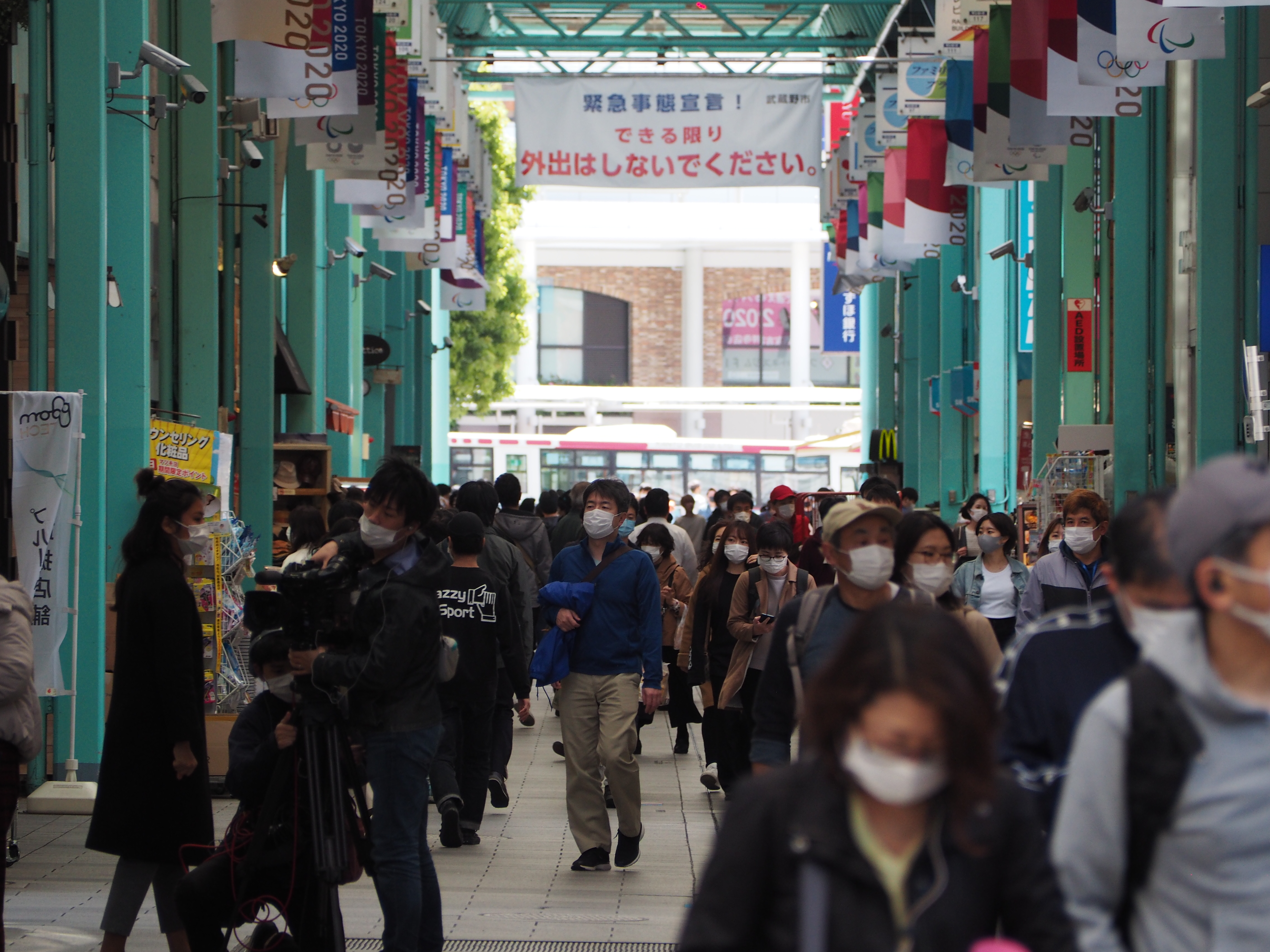
Des clients de Kichijoji Sunroad marchant sous un panneau qui conseille aux résidents de rester chez eux.

La fatigue pandémique est un syndrome psychiatrique dû à une pandémie. Elle est causée par la peur de la maladie causant la pandémie, mais également par les contraintes sociales liées aux mesures de lutte contre cette même maladie (perte de lien social, peur du chômage ou des conséquences économiques…).
Le syndrome est en particulier présent chez les personnes les plus jeunes et les plus âgées, qui peuvent avoir davantage de difficulté à se projeter dans l'avenir que celles d'âge intermédiaire. Les symptômes sont de la fatigue, des épisodes dépressifs, difficultés pour dormir ou se concentrer. Une conséquence de la fatigue pandémique est la difficulté pour les gouvernements à faire accepter à leurs citoyens ces mesures de lutte, comme le port du masque ou le confinement.